# الصحة معا

الصحة معا هي شركة متخصصة في تكنولوجيا الصحة ، حيث توفر حلول SaaS لأقسام الصحة و الخدمات الإنسانية.

## ملخص
تدعم الصحة معا نهج "الباب الواحد" فيما يتعلق بالأهلية التسجيل والإدارة لبرامج مثل Medicaid وبرنامج مساعدة التغذية التكميلية و TANF و WIC ، بالإضافة إلى الصحة السلوكية (988) ومراقبة الأمراض والسجلات الحيوية ورعاية الطفل والمزيد. تهدف المنصة الى زيادة نطاق و فعالية مبادرات البرنامج و تحسين المساواة في الصحة و خفض التكلفة .
يتوفر البرنامج في الولايات المتحدة الأمريكية مع انتشاره حاليًا في يوتا وفلوريدا وأوكلاهوما وكولورادو . وتستخدم وزارة شؤون المحاربين القدامى في الولايات المتحدة أيضًا منصة Healthy Together المحمولة لتزويد أكثر من 18 مليون من المحاربين القدامى بإمكانية الوصول الرقمي الى معلوماتهم الصحية.
وصل تطبيق الصحة معا للحوال إلى المركز الأول في فئة الصحة واللياقة البدنية على App Store ولديه أكثر من 225 ألف تقييم على App Store وPlay Store مع تصنيف 4.9/5 نجوم.[بحاجة لمصدر]</link>

## تطوير
تم إطلاق الصحة معا في مارس 2020 وتتخصص في بناء البرامج لأقسام الصحة العامة والصحة و الخدمات الإنسانية . تساعد تقنيتهم في مجالات مثل مراقبة الأمراض وإدارة الصحة السلوكية و تسجيل المزايا لبرنامج مثل Medicaid وبرنامج مساعدة التغذية التكميلية وبرنامج WIC .[بحاجة لمصدر]</link>
بدأت وزارة الصحة بولاية فلوريدا في استخدام المنصة في أيلول 2020 لتقديم نتائج الاختبارات في الوقت الفعلي للمقيمين. أكثر من 50% من الأسر في فلوريدا اعتمدت تطبيق الهاتف المحمول.  في 6 ديسمبر 2022، منح مركز الأبحاث الأكاديمية للتكنولوجيا المتقدمة (ATARC) مؤسسة Healthy Together ووزارة الصحة بولاية فلوريدا جائزة التجربة الرقمية في حفل توزيع جوائز GITEC للتكنولوجيا الناشئة لعام 2022 في واشنطن العاصمة للاعتراف بنجاح المشروع.  كما تم تسليط الضوء على الشراكة في برنامج Federal Drive على شبكة Federal News Network. 
تستخدم ولاية كولورادو حاليًا تقنية Healthy Together لدعم المستفيدين من برنامج WIC في جميع أنحاء الولاية. تُستخدم المنصة أيضًا في الجامعات في ولاية يوتا وأوكلاهوما مع خطط للتوسع إلى ولايات أخرى وعملاء المؤسسات. 
في تشرين ثاني 2022، أعلنت وزارة شؤون المحاربين القدامى في الولايات المتحدة ومؤسسة Healthy Together عن تعاون لتوسيع نطاق الوصول إلى السجلات الصحية للمحاربين القدامى. توفر المنصة لـ 18 مليون من المحاربين القدامى إمكانية الوصول إلى معلوماتهم الصحية من خلال هواتفهم الذكية والأجهزة المحمولة.  في ديسمبر 2022، تم الاعتراف بالتكامل باعتباره أحد أفضل 10 قصص في Healthcare IT News لعام 2022. 

## خصوصية
الأنظمة متوافقة مع قانون HIPAA ، كما أنها معتمدة لضوابط النظام والمنظمة .
يتم تشفير البيانات أثناء النقل وفي حالة السكون. يتم تدقيق البنية التحتية الداخلية بشكل مستمر من خلال معايير مركز أمان الإنترنت لضمان خصوصية بيانات العملاء وأمانها.

## روابط خارجية
- الموقع الرسمي
- مصادر حرقة المعدة